# Врелото
 Тази статия е за пещерата в България.  За пещерата в Северна Македония вижте Врело (пещера).  
Врелото е името на пещера във Витоша, България.

## Местоположение
Разположена е в Боснешкия карстов район, намиращ се близо до град Перник. Изключително труднодостъпна е. Проникването в нея се осъществява по прокопания тесен 7-метров отвор.

## Откриване и изследване
Прочуването на пещерата е съпътствано от много трудности, както заради трудния достъп, множеството сифони, така и заради забраната да се копае във вододайната зона, в която Врелото попада. Пещерен клуб „Академик“ за пръв път се изправя пред предизвикателствата на водната пещера.
Цялото протежение на пещерата крие разнообразни препятствия, множество диаклази, прагове, стръмни участъци и др. Дълга е 5280 метра, като по цялата ѝ дължина се простират множество красиви вторични образувания.
Врелото е петата в списъка на най-дългите пещери в България.